# Alina Szostak
Alina Szostak, coniugata Grabowska (Cracovia, 12 luglio 1937 – 8 ottobre 2015), è stata una cestista polacca.

## Carriera
Con la Polonia ha disputato i Campionati mondiali del 1959 e cinque edizioni dei Campionati europei (1958, 1960, 1962, 1964, 1966).